# Reflection (álbum)
Reflection é o álbum de estreia da girl group pop estadunidense Fifth Harmony. Lançado em 3 de fevereiro de 2015 pela Epic Records e Syco Music. Seu primeiro single, "Boss", foi lançado dia 10 de julho de 2014. O vídeo de "Sledgehammer" foi lançado em  2 de novembro de 2014. A lista de faixas oficial do álbum foi revelada no Snapchat do grupo em 8 de janeiro de 2015. As vendas da primeira semana do álbum em solo americano foi de 80.000 unidades.

## Antecedentes
Após terminarem na terceira colocação durante a segunda temporada do The X Factor e lançarem o EP de estreia, Better Together, Fifth Harmony anunciou que iriam lançar um álbum de estúdio completo no outono de 2014. O álbum foi produzido pelo multi-platinado produtor e compositor Julian Bunetta e lançado pela Syco Music e Epic Records.
Durante entrevista à Billboard, o grupo disse que o álbum seria menos pop e soaria mais maduro que o Better Together. Os fãs do quinteto foram desafiados a votar no grupo para revelarem a capa do álbum, cada voto seria adicionado na porcentagem para desvendar a imagem. O título e a capa do álbum foram revelados em 12 de agosto de 2014 na página oficial do grupo. Após um retorno negativo dos fãs, Fifth Harmony decidiu mudar a capa, uma nova foi revelada em 26 de agosto do mesmo ano.
Previsto para ser lançado no dia 17 de novembro de 2014, o álbum foi adiado para 16 de dezembro, depois para 26 de janeiro de 2015, e, novamente, para o dia 3 de fevereiro de 2015. Através do microblog Twitter, uma das integrantes do Fifth Harmony, Camila Cabello, explicou a situação: "[...] Nós gravamos muitas músicas para o álbum e neste momento nós estamos no processo de escolher quais delas entrarão nele. Sei que estão chateados com os adiamentos, mas vocês têm que esperar um pouquinho por isso [...]".

## Singles
O primeiro single do disco, "Boss", foi anunciado em maio de 2013 e lançado em 7 de julho de 2014. O videoclipe do single estreou na VEVO um dia depois. O single debutou com 75 mil cópias vendidas nos EUA, conseguindo a 43ª posição na Billboard Hot 100 e 1 em 15 países. O single recebeu certificado de platina da RIAA.
O segundo single do disco, "Sledgehammer" foi lançado em 28 de outubro em uma rádio americana e logo após na iTunes Store. Mike Wass, da Idolator, chamou a música de "um açucarado doce hino synth-pop com recurso de rádio de ponta". Jessica Hyndman, da MTV, deu uma crítica positiva, dizendo que "'Sledgehammer' transmite uma diversão pop vibe, vastamente diferente do hip-hop banger da música Bo$$; A canção chegou na 40ª posição na Billboard Hot 100, sendo o maior hit da girlband até aquele momento. O vídeoclipe foi lançado em 25 de novembro de 2014 na VEVO, mostrando as garotas em um cenario azul com roupas brancas, semelhante ao video de Bo$$. A canção atualmente conta com cerca de 1.000.000 de cópias vendidas mundialmente com streams.
O terceiro single do disco, "Worth It" foi lançada em 19 de janeiro no iTunes para aqueles que compraram o album na pré-venda, até então era apenas um single promocional. Devido á recepção do publico e crítica, foi oficializado que Worth It seria a próxima musica de trabalho do album. "Worth It" recebeu críticas mistas. Rick Florino, da ARTISTdirect , elogiou Worth It, alegando que a música tem "uma fórmula que faz todos querer dançar, e todos gostam de musicas que te faz querer requebrar." [ 6 ] Rebecca Mattina, da andPOP deu a música uma avaliação mista, notando também uma semelhança com "Talk Dirty" do cantor Jason Derulo, mas também afirmando que faixa está "repleta de atitude e batidas contagiantes". [ 7 ] Jason Lipshutz, da Billboard , escreveu uma crítica negativa, dizendo que a música soa "estranha e incompleta." Lipshutz também destacou "fraseado repetitivo." da canção. O videoclipe da faixa foi lançado em 29 de março no site do Kids Choice Awards 2015 e logo após na VEVO. O vídeo mostra as garotas ainda mais sensuais do que nos videos anteriores: O single rapidamente se tornou viral conseguindo pegar 1# em mais de 20 países nas suas primeiras 24h. Atualmente o single já vendeu cerca de 3.400.000 cópias mundialmente. O vídeo já se encontra com mais de 1 bilhão de visualizações na plataforma VEVO, se tornando o single mais bem sucedido da girl group.
A faixa atingiu a 12ª posição da Billboard Hot 100, sendo oficialmente o maior sucesso de Fifth Harmony até ser superado pelo single do álbum 7/27, Work From Home, que alcançou a quarta posição.

## Divulgação
Em 4 de abril, o cantor Austin Mahone revelou que sua primeira turnê apoiada no EP The Secret teria Fifth Harmony como ato de abertura. A turnê começou em 25 de abril, e aí foi revelada quatro faixas inéditas além de Bo$$, a setlist do grupo trazia as faixas "Reflection", "We Know", "Over" e "Going Nowhere". A turnê passou pelo Brasil, durante o Z Festival e mais apresentações no Rio de Janeiro e Brasília.
Em 11 de julho, a girlband apresentou Bo$$ pela primeira vez no programa matinal americano Today, apresentando também os singles do EP "Better Together". Em 31 de julho foi a vez de On Air with Ryan Seacrest receber as meninas para uma apresentação do single. Em 25 de agosto as meninas apresentaram Bo$$ no tapete vermelho do MTV Video Music Awards, sendo a maior divulgação do single, a performance aconteceu enquanto outros artistas chegavam ao evento. Em 9 de novembro, a girlband fez uma performance do single no pré show do Europe Music Awards, onde também apresentaram "Miss Movin' On" e "Sledgehammer", a performance ficou marcada por Camila se desequilibrar e cair da cadeira durante a performance, mas a MTV cortou a cena. Em 12 de novembro, o grupo foi ao Good Morning America para divulgar o single "Sledgehammer". Em 7 de setembro, Fifth Harmony viajou até a Inglaterra para performar Bo$$ no The X Factor, com uma super produção. No ano novo (2014-2015), a girlband foi ao programa Pitbull's New Year's Revolution, exibido pela FOX. No dia do lançamento do álbum, o grupo performou "Sledgehammer" no Today, e em alguns programas de rádio, diversos programas australianos e em 25 de fevereiro o grupo foi a atração musical do famoso The Ellen DeGeneres Show.
A girlband iniciou em 28 de fevereiro, em San Francisco, a The Reflection Tour, que passou por 25 cidades americanas, para divulgar o disco.
Dando início a divulgação da faixa Worth It, a girlband participou do programa australiano VH1's Big Morning Buzz Live, em 17 de fevereiro. E apresentado nos shows da Reflection Tour. Em 13 de abril, após liberarem o vídeo da música, a girlband performou no programa americano Michael and Kelly. Realizaram uma performance no Festival Wango Tango. Era aguardado pelos fãs uma performance no Billboard Music Awards, mas não ocorreu devido a conflitos de agenda do grupo.
Após o sucesso da primeira etapa da The Reflection Tour, Fifth Harmony anunciou uma extensão da turnê chamada: Reflection: The Summer Tour. Nesta nova etapa o grupo passou dois meses realizando mais shows na América do Norte. Em dezembro, o grupo anunciou que iria embarcar para a Europa para mais 6 shows numa nova etapa da turnê. No total, as três partes da turnê atraíram mais de 60 mil fãs e arrecadaram cerca de três milhões de dólares.
A turnê passou por países como Estados Unidos da América, Canadá, Bahamas, Espanha, Holanda, Reino Unido, Alemanha, França e México.

## Faixas
| Edição standard |                          | |         |  |
| N.º             | Título                   | Compositor(es) | Duração |  |
| 1.              | "Top Down"               | Jacob Hindlin, Victoria Mccants.                                                                                           | 3:40    |  |
| 2.              | "Boss"                   | Frederic, Eric / Kasher Hindlin, Jacob / Lewis, Gamal Kosh / Spargur, Joe / Parks, Taylor / Kyriakides, Daniel.            | 2:51    |  |
| 3.              | "Sledgehammer"           | Douglas, Sean / Trainor, Meghan / Jeberg, Jonas.                                                                           | 3:52    |  |
| 4.              | "Worth It" (com Kid Ink) | Collins, Brian / Eriksen, Mikkel / Hermansen, Tor / Renea, Priscilla / Kaplan, Ori.                                        | 3:44    |  |
| 5.              | "This Is How We Roll"    | Jacob Hindlin, Victoria Mccants.                                                                                           | 4:24    |  |
| 6.              | "Everlasting Love"       | Brown, Thomas Lee / Monet, Victoria / Sayles, Travis / Stevens, Shane.                                                     | 3:04    |  |
| 7.              | "Like Mariah" (com Tyga) | Jr. Abrahart, John James / Sibanda, Tinashe C / Mccants, Victoria Monet / Burton, Brittany Britt / Schwartz, Emily Warren. | 3:28    |  |
| 8.              | "Them Girls Be Like"     | Kasher Hindlin, Jacob / Bunetta, Julian / Monet, Victoria.                                                                 | 2:42    |  |
| 9.              | "Reflection"             | Justin Tranter, Raja Kumari, Micheal Stevenson, Jonathan Rotem                                                             | 3:08    |  |
| 10.             | "Suga Mama"              | Trainor / Chris Aparri | 3:39    |  |
| 11.             | "We Know"                | Brown, Thomas Lee / Monet, Victoria / Stewart, Kyle.                                                                       | 2:57    |  |

| Edição deluxe |                                                 | |              |         |  |
| N.º           | Título                                          | Compositor(es) | Produtor(es) | Duração |  |
| 12.           | "Going Nowhere"                                 | Merritt, Andre Darrell / Aparri, Chris Alexander / Hamilton, Priscilla Renea / Marin, Breana Nicole.                                                            |              | 3:34    |  |
| 13.           | "Body Rock"                                     | Thomas, Theron Makiel / Thomas, Timothy Jamahli / Juber, Ilsey Anna / Samuels, Harmony David / Denicola, John A. / Markowitz, Donald Jay / Previte, Franke Jon. |              | 4:03    |  |
| 14.           | "Brave, Honest, Beautiful" (com Meghan Trainor) | Meghan Trainor. |              | 3:28    |  |

## Desempenho nas tabelas musicais

### Posições
| Paradas Musicais                    | Melhor Posição |
| ----------------------------------- | -------------- |
| Austrália (ARIA)                    | 16             |
| Bélgica (Ultratop Flanders)         | 18             |
| Bélgica (Ultratop Wallonia)         | 124            |
| Brasil (ABPD)                       | 7              |
| Canadá (Billboard)                  | 8              |
| Escócia (OCC)                       | 19             |
| Espanha (PROMUSICAE)                | 9              |
| Estados Unidos (Billboard)          | 5              |
| Finlândia (Suomen virallinen lista) | 45             |
| França (SNEP)                       | 111            |
| Irlanda (IRMA)                      | 23             |
| Japão (Oricon)                      | 85             |
| México (AMPROFON)                   | 29             |
| Noruega (VG-lista)                  | 24             |
| Nova Zelândia (RMNZ)                | 8              |
| Países Baixos (MegaCharts)          | 28             |
| Portugal (AFP)                      | 30             |
| Reino Unido (OCC)                   | 18             |
| Suécia (Sverigetopplistan)          | 26             |
| Suiça (Schweizer Hitparade)         | 69             |

### Tabelas de fim-de-ano
| Parada Musical (2015)      | Melhor Posição |
| -------------------------- | -------------- |
| Estados Unidos (Billboard) | 48             |

### Certificações
| País                  | Certificação | Certificed Units/Vendas |
| --------------------- | ------------ | ----------------------- |
| Brasil (ABPD)         | 3× Platina   | 120,000                 |
| Canadá (Music Canada) | Ouro         | 50,000                  |
| Estados Unidos (RIAA) | Platina      | 1,000,000               |
| Filipinas(PARI)       | Platina      | 15,000                  |
| Taiwan (RIT)          | Platina      | 10,000                  |

## Histórico de lançamentos
| País           | Data                   | Formato               | Gravadora |
| -------------- | ---------------------- | --------------------- | --------- |
| Países Baixos  | 30 de Janeiro de 2015  | Download Digital / CD | Epic      |
| Canadá         | 3 de Fevereiro de 2015 | Download Digital / CD | Epic      |
| Estados Unidos | 3 de Fevereiro de 2015 | Download Digital / CD | Epic      |
| México         | 3 de Fevereiro de 2015 | Download Digital / CD | Epic      |
| Reino Unido    | 10 de Julho de 2015    | Download Digital / CD | Epic      |